# Шиєлійський район
Шиєлі́йський район (каз. Шиелі ауданы, рос. Чиилийский район) — адміністративна одиниця у складі Кизилординської області Казахстану. Адміністративний центр — село Шиєлі.

## Населення
Населення — 83808 осіб (2021; 75306 у 2009, 73896 у 1999, 72180 у 1989).
Національний склад (станом на 2016 рік):
- казахи — 78394 особи (96,41 %)
- росіяни — 1773 особи
- корейці — 758 осіб
- чеченці — 82 особи
- татари — 80 осіб
- узбеки — 71 особа
- німці — 29 осіб
- українці — 29 осіб
- азербайджанці — 26 осіб
- башкири — 10 осіб
- білоруси — 7 осіб
- молдовани — 5 осіб
- киргизи — 4 особи
- греки — 3 особи
- уйгури — 2 особи
- інші — 38 осіб

## Склад
До складу району входять 23 сільських округи:
| Поселення                       | Площа, км² | Населення, осіб (1989) | Населення, осіб (1999) | Населення, осіб (2009) | Населення, осіб (2021) | Центр                   | Населені пункти |
| ------------------------------- | ---------- | ---------------------- | ---------------------- | ---------------------- | ---------------------- | ----------------------- | --------------- |
| Акмаянський сільський округ     | 134,00     | 2410                   | 2519                   | 2651                   | 2569                   | Акмая                   | 2               |
| Актоганський сільський округ    | 1055,58    | 857                    | 1051                   | 1094                   | 1101                   | Досбол-бі               | 1               |
| Алмалинський сільський округ    | 29,65      | 2240                   | 2206                   | 1966                   | 2144                   | Алмали                  | 3               |
| Байгекумський сільський округ   | 33,82      | 2325                   | 2235                   | 2652                   | 2224                   | Байгекум                | 1               |
| Байтерецький сільський округ    | 215,92     | 2877                   | 2947                   | 3130                   | 4207                   | Бідайколь               | 2               |
| Бестамський сільський округ     | 68,75      | 1267                   | 1573                   | 1788                   | 2007                   | Бестам                  | 1               |
| Єнбекшинський сільський округ   | 4549,23    | 1702                   | 1636                   | 1741                   | 1836                   | Єнбекші                 | 2               |
| Жанатурмиський сільський округ  | 194,79     | 547                    | 846                    | 875                    | 1096                   | Байсин                  | 1               |
| Жиделіарицький сільський округ  | 27,53      | 762                    | 840                    | 905                    | 1013                   | Жиделіарик              | 1               |
| Жолецький сільський округ       | 708,05     | 1920                   | 1757                   | 1770                   | 1706                   | Жолек                   | 2               |
| Жуантобинський сільський округ  | 66,14      | 2265                   | 2647                   | 2803                   | 3405                   | Алгабас                 | 1               |
| Іркольський сільський округ     | 196,52     | 2426                   | 2378                   | 2488                   | 3714                   | імені Ібрая Жакаєва     | 2               |
| Каргалинський сільський округ   | 4189,02    | 1455                   | 1309                   | 1342                   | 1235                   | Буланбайбауи            | 1               |
| Керделинський сільський округ   | 74,76      | 2275                   | 2457                   | 2776                   | 2777                   | імені Нартая Бекежанова | 1               |
| Когалинський сільський округ    | 3639,91    | 1018                   | 1013                   | 1348                   | 1021                   | Турсинбай-датка         | 1               |
| Майлитогайський сільський округ | 926,58     | 768                    | 1083                   | 756                    | 678                    | Майлитогай              | 1               |
| Ортакшильський сільський округ  | 686,45     | 1560                   | 1558                   | 1210                   | 1448                   | Ортакшил                | 2               |
| Сулутюбинський сільський округ  | 6998,03    | 4589                   | 4136                   | 3400                   | 3001                   | Сулутюбе                | 3               |
| Талаптанський сільський округ   | 4166,41    | 3795                   | 3995                   | 4071                   | 3651                   | Бала-бі                 | 1               |
| Тартогайський сільський округ   | 3388,32    | 2842                   | 2950                   | 2441                   | 2167                   | Тартогай                | 1               |
| Телікольський сільський округ   | 847,26     | 1628                   | 1350                   | 1725                   | 1558                   | Абдільда Тажибаєва      | 1               |
| Туранський сільський округ      | 157,92     | 2168                   | 2789                   | 2742                   | 3278                   | Шегена Кодаманова       | 1               |
| Шиєлійський сільський округ     | 39,64      | 28484                  | 28621                  | 29632                  | 35972                  | Шиєлі                   | 1               |

## Найбільші населені пункти
Населені пункти з чисельністю населення понад 2000 осіб:
| № | Населений пункт         | Населення, осіб (1989) | Населення, осіб (1999) | Населення, осіб (2009) | Населення, осіб (2021) |
| - | ----------------------- | ---------------------- | ---------------------- | ---------------------- | ---------------------- |
| 1 | Шиєлі                   | 28484                  | 28621                  | 29632                  | 35972                  |
| 2 | Бідайколь               | 1646                   | 2616                   | 2901                   | 4077                   |
| 3 | Бала-бі                 | 3795                   | 3963                   | 4071                   | 3651                   |
| 4 | Алгабас                 | 2265                   | 2647                   | 2803                   | 3405                   |
| 5 | Шегена Кодаманова       | 2168                   | 2789                   | 2742                   | 3278                   |
| 6 | імені Ібрая Жакаєва     | 2017                   | 1978                   | 2069                   | 3278                   |
| 7 | імені Нартая Бекежанова | 2275                   | 2457                   | 2776                   | 2777                   |
| 8 | Акмая                   | 2101                   | 2383                   | 2519                   | 2463                   |
| 7 | Байгекум                | 2325                   | 2235                   | 2652                   | 2224                   |
| 8 | Бестам                  | 1267                   | 1573                   | 1788                   | 2007                   |